# 哈尔滨市 (中华人民共和国直辖市)
哈尔滨直辖市是中华人民共和国短暂设置的中央直辖市。
中华人民共和国建国时，哈尔滨市为松江省省会。1953年7月8日，哈尔滨市设立为中央直辖市。
1954年6月19日，中央人民政府委员会第32次会议通过了《关于撤销大区一级行政机构和合并若干省、市的决定》，原黑龙江省、松江省合并，哈尔滨直辖市改为省辖市，成为黑龙江省省会至今。